# Стрехая
Стрехая (рум. Strehaia) — город в Румынии в составе жудеца Мехединци.

## История
Упоминается в документах начиная с XV века. В 1645 году господарь Матей Басараб сделал пожертвование местному монастырю. С 1671 году населённый пункт получил право проведения еженедельных ярмарок.
В 1921 году Стрехая получила статус города.